# محمد أديب الجادر
محمد أديب الجادِر (1373- 1444 هـ / 1953 - 2023 م) باحث ومحقق سوري، متخصص بتحقيق كتب التراث في الحديث والتاريخ والتراجم والتصوف. عضو لجنة تحقيق تاريخ دمشق لابن عساكر في مجمع اللغة العربية بدمشق. صدر له أكثرُ من خمسين كتابًا.

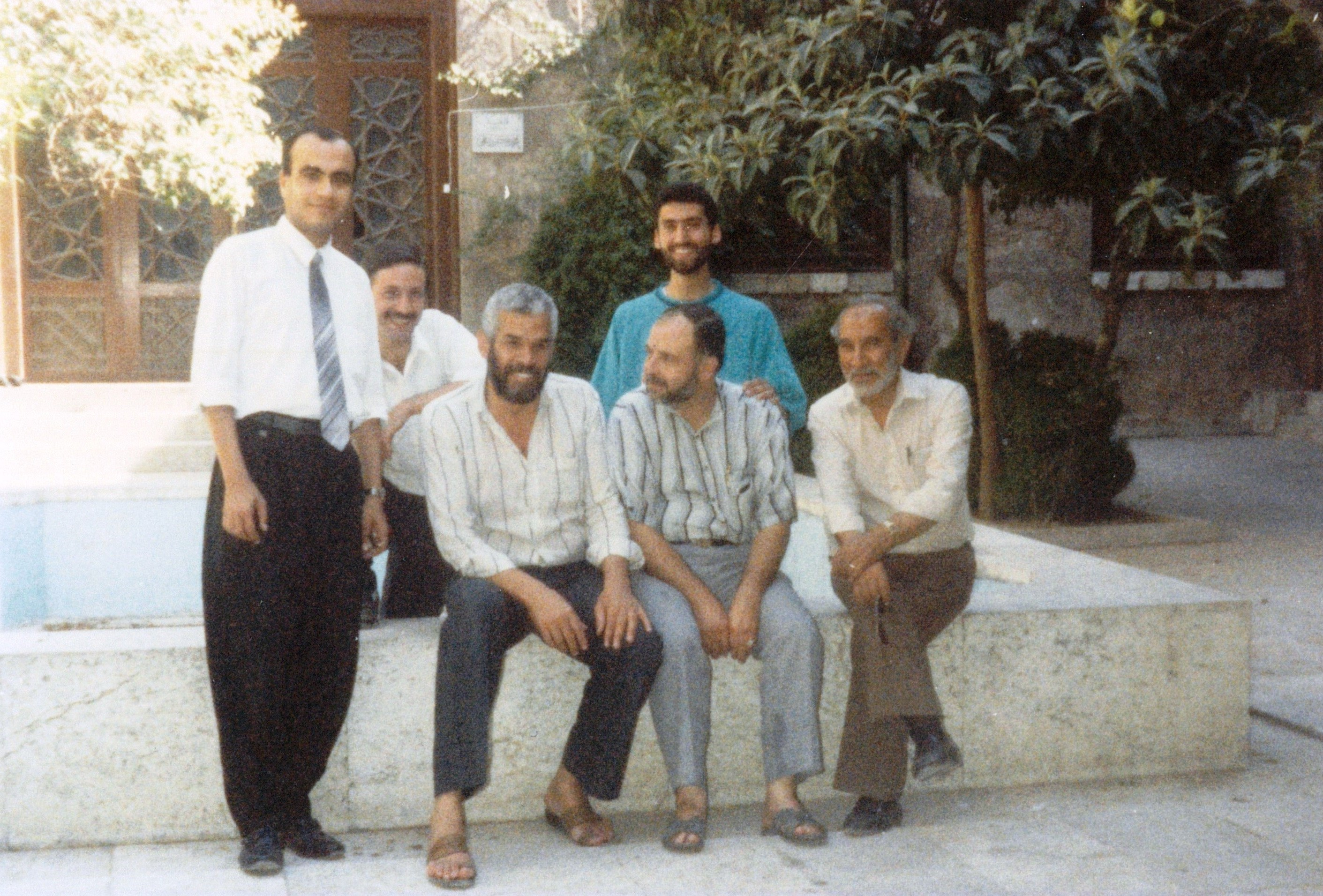
في دار الكتب الظاهرية بدمشق (المدرسة العادلية) عام 1994م
من اليمين: الأساتذة نادر شرابي، عدنان عبد ربه، أديب الجادر، د. عادل دياب
وفي الخلف: أيمن ذو الغنى، د. فارس أحمد العلاوي

## ولادته ودراسته
وُلد أبو وائل محمد أديب بن محمود الجادِر في دمشق عام 1373هـ/ 1953م، تلقَّى تعليمه في مراحل الدراسة في دمشق، ثم انتسب إلى كلِّية الآداب قسم اللغة العربية في جامعة دمشق، ومنها حصل على الإجازة (بكالوريوس) عام 1977م. ومن أساتذته في الكلية: أحمد راتب النفاخ، عاصم بهجة البَيطار، عبد الحفيظ السطلي، شاكر الفحَّام، شكري فيصل، عبد الهادي هاشم، عبد الكريم الأشتر، محمود الربداوي، ليلى الصباغ، إحسان النص، عدنان زرزور، منى إلياس. ومن زملاء دفعته النابهين: محمد حسان الطيان، يحيى مير علم، علي أبو زيد، عدنان عبد ربه (وهو الأول على دفعتهم)، محمود سالم محمد، غسان كلاس، أحمد بن سليم الحمَّامي، وغدَوا جميعًا بين أستاذ جامعي وباحث ومحقق.
وتلقَّى علوم الحديث والتحقيق على الشيخين المحدِّثَين شعيب الأرنؤوط وعبد القادر الأرناؤوط.

## عمله ووظائفه
بعد تخرُّجه عمل في مكتب تحقيق التراث في مؤسسة الرسالة بدمشق بإشراف الشيخ شعيب الأرنؤوط، مدة سنتين. ثم عمل في الهيئة المركزية للرقابة والتفتيش، مدَّة عشر سنين. ثم آثرَ الاستقالة للعمل موظفًا في مجمع اللغة العربية بدمشق عام 1992، فعُيِّن أمينًا لقاعة الباحثين في المدرسة العادلية بدار الكتب الظاهرية التابعة للمجمع، ثم انتقل إلى مقرِّ المَجمَع عام 1998م، وتولَّى أمانة سرِّ عدد من اللجان فيه، منها: اللجنة الإدارية، ولجنة المخطوطات وإحياء التراث، وكان عضوَ لجنة تحقيق تاريخ دمشق لابن عساكر، وشارك في تحقيق أحد أجزائه. وظلَّ موظفًا في المجمع حتى تقاعُده عام 2013.
بدأ شغفُه في تحقيق التراث عام 1980م، وصدر له أكثرُ من خمسين كتابًا.

## كتبه وآثاره
1. الأذكار من كلام سيِّد الأبرار، للنووي يحيى بن شرف (ت 676هـ)، بالاشتراك مع الأستاذين مأمون الصاغرجي وعدنان عبد ربه، دار البشائر بدمشق.
2. الإرشاد والتطريز في فضل ذكر الله وتلاوة كتابه العزيز، وفضل الأولياء والناسكين والفقراء والمساكين، لعفيف الدين اليافعي (ت 768هـ)، دار الكتب العلمية ببيروت.
3. أعيان دمشق في القرن الثالث عشر ونصف القرن الرابع عشر، لمحمد جميل الشطِّي (ت 1379هـ)، بالاشتراك مع الأستاذين مأمون الصاغرجي وعدنان عبد ربه، دار البشائر بدمشق.
4. أُنس المَسجون وراحة المَحزون، لصفي الدين ابن البُحتري الحلبي (كان حيًّا 625هـ)، دار البشائر بدمشق، ثم دار صادر ببيروت.
5. الأوراد المأثورة ومُنتخَب التوسُّلات، لجمال الدين القاسمي (ت 1332هـ)، دار البشائر بدمشق.
6. البحر المورود في المواثيق والعهود (العهود الصُّغرى)، لعبد الوهَّاب الشعراني (ت 973هـ)، دار الكتب العلمية ببيروت.
7. البرق المتألِّق في محاسن جِلِّق، لمحمد بن مصطفى ابن الراعي (ت 1195هـ)، مجمع اللغة العربية بدمشق.
8. تاريخ دمشق، لابن عساكر (ت 571هـ)، المجلَّد 18، مجمع اللغة العربية بدمشق.
9. تاريخ الصوفية، وبذيله مِحَن الصوفية، لأبي عبد الرحمن السُّلَمي (ت 412هـ)، دار نينوى للدراسات والنشر بدمشق.
10. تحرير البيان في تقرير شُعَب الإيمان ورُتَب الإحسان، لمحيي الدين ابن عربي (ت 638هـ)، دار الدقَّاق بدمشق.
11. تذكرة الأولياء، لفريد الدين العطَّار (كان حيًّا 607هـ)، دار المكتبي بدمشق.
12. التعرُّف لمذهب أهل التصوُّف، لأبي بكر الكلاباذي (ت 380هـ)، دار نينوى للدراسات والنشر بدمشق.
13. تعطير المَشام في مآثر دمشق الشام، لجمال الدين القاسمي (ت 1332هـ)، في خمسة مجلَّدات، دار الكمال المتحدة ودار ابن كثير بدمشق. وقد طُبع بأخَرة وتوفي محققه الجادر والكتابُ في التجليد، فلم يكحِّل عينه برؤيته.
14. تنوير القلوب في معاملة علَّام الغيوب، لمحمد أمين الكُردي الإربلي (ت 1332هـ)، خرَّج أحاديثه وهذَّبه وزاد فيه نجلُه نجم الدين أمين الكردي، اعتنى به محمد أديب الجادر، دار البشائر بدمشق.
15. جامع الأصول في أحاديث الرسول، لمجد الدين ابن الأثير الجزَري (ت 606هـ)، بتحقيق الشيخ عبد القادر الأرناؤوط، ساعده الأساتذة مأمون الصاغرجي، وعدنان عبد ربه، ومحمد أديب الجادر، في ثلاثة عشر مجلَّدًا، دار ابن كثير بدمشق.
16. جامع الأصول في أحاديث الرسول (قسم التراجم)، لمجد الدين ابن الأثير الجزَري (ت 606هـ)، بإشراف الشيخ عبد القادر الأرناؤوط، الجزء الخامس عشر (حرف الغين – حرف الياء)، دار ابن الأثير ببيروت.
17. جمهرة الإسلام ذات النثر والنظام، لمُسلِم بن محمود الشَّيزَري أبي الغنائم (بعد 622هـ)، في مجلَّدين، دار الصفا ودار ضياء الشام بدمشق.
18. حالة أهل الحقيقة مع الله، لأحمد بن علي الرفاعي أبي العلَمَين (ت 578هـ)، دار صادر ببيروت.
19. حكايا الصوفية، لمحمد أبي اليُسر عابدين (ت 1401هـ)، بالاشتراك مع الأستاذين مأمون الصاغرجي وعدنان عبد ربه، دار البشائر بدمشق.
20. خبايا الزوايا فيما في الرجال من البقايا، لشهاب الدين الخَفاجي (ت 1069هـ)، تحقيق ودراسة د. محمد مسعود أركين، اعتنى به محمد أديب الجادر، مجمع اللغة العربية بدمشق.
21. الدرُّ النفيس من كلام الشافعيِّ ابن إدريس، ديوان الصَّفا لأهل الوَفا، لحسين بن مصطفى الحِصْني (ت 1173هـ)، دار البيِّنة بدمشق.
22. ديوان الجَوهَر النفيس في أشعار الشافعيِّ ابن إدريس، لعبد القادر بن عمر نَبْهان (ت 1331هـ)، قرَّظه: عبد الرزَّاق البَيطار، ومحمد بن محمد المبارك، وأحمد الشِّنقيطي، ومحمد خالد الأتاسي، وأحمد عمر نبهان، دار البيِّنة بدمشق.
23. ديوان الخُبْزَ أُرُزِّي نصر بن أحمد البصري (ت 330هـ)، دار أمل الجديدة ودار الهلال بدمشق.[ا].
24. ديوان سعد الدين ابن العربي (ت 656هـ)، دار الشيخ الأكبر محيي الدين ابن العربي بدمشق.
25. ديوان محمد سليم الجُندي (ت 1375هـ)، حقَّقه واعتنى به، ولمَّا يُطبَع.
26. ديوان نجم الدين بن سِوار الدمشقي (ت 677هـ)، مجمع اللغة العربية بدمشق.
27. رسائل ابن رُشد، لأبي الوليد ابن رُشد الحفيد (ت 595هـ)، قرأه وعلَّق عليه محمد جمال الدين القاسمي، اعتنى به محمد أديب الجادر، دار نينوى للدراسات والنشر بدمشق.
28. روض الرياحين في حكايات الصالحين، لعفيف الدين اليافعي (ت 768هـ)، بالاشتراك مع الأستاذ عدنان عبد ربه، دار البشائر بدمشق. ثم أُعيد نشره مع تكملته "عجائب الآيات المشتملات على غرائب الكرامات" للمؤلِّف، في دار الفتح بعمَّان، في مجلَّدين.
29. رياض الصالحين من كلام سيِّد المرسَلين، للنووي يحيى بن شرف (ت 676هـ)، بالاشتراك مع الأستاذين مأمون الصاغرجي وعدنان عبد ربه، دار البشائر بدمشق.
30. زاد المعاد في هدي خير العباد (فهارس الكتاب)، لابن قيِّم الجوزية (ت 751هـ)، بتحقيق الشيخين شعيب الأرنؤوط وعبد القادر الأرناؤوط، مؤسسة الرسالة ببيروت، وبه اشتَهَر وعُرف قديمًا.
31. شرح كتاب مواقع النجوم للشيخ الأكبر محيي الدين ابن عربي المسمَّى بـ "طوالع منافع العلوم في مطالب مواقع النجوم"، لعبد الله صلاح الدين العشاقي الروحي (ت 1197هـ)، بالاشتراك مع الأستاذ محمود إيرول قليج، في ثلاثة مجلَّدات، دار نينوى للدراسات والنشر بدمشق.
32. الصحيح المختار من رياض الصالحين والأذكار للإمام النووي، اختارها بالاشتراك مع الأستاذ مأمون الصاغرجي، دار البشائر بدمشق.
33. الصُّلح بين الإخوان في حُكم إباحة الدُّخان، لعبد الغني النابُلُسي (ت 1143هـ)، دار نينوى للدراسات والنشر بدمشق.
34. طبقات الأولياء المكرَّمين رضي الله عنهم أجمعين، لشمس الدين السَّخاوي[ب] (ت 902هـ)، دار الفتح بعمَّان.
35. طبقات الشاذلية الكبرى المسمَّاة "جامع الكرامات العَلِىَّة في طبقات السادة الشَّاذِليَّة"، للحسن بن محمد الكوهن الفاسي الشاذلي المغربي (ت 1347هـ)، دار البيروتي بدمشق.
36. الطبقات الكبرى المعروف بلواقح الأنوار في طبقات الأخيار، لعبد الوهَّاب الشعراني (ت 973هـ)، ومعه الطبقات الوسطى والصُّغرى للمؤلِّف، في خمسة مجلَّدات، دار ضياء الشام بدمشق.
37. الطيوريات، من انتخاب أبي طاهر السِّلَفي (ت 576هـ)، بالاشتراك مع الأستاذ مأمون الصاغرجي، دار البشائر بدمشق.
38. الكامل في التاريخ، لعزِّ الدين ابن الأثير الجزَري (ت 630هـ)، المجلَّدان السادس والسابع، وقد أنجز تحقيقَ الكتاب كاملًا فريقٌ من الباحثين (منهم: د. محيي الدين مستو، ود. عمَّار النهار، والأستاذ أكرم البوشي، والأستاذ مأمون الصاغرجي، والأستاذ عدنان عبد ربه، ود. محمود الحسن)، ويقوم على فهرسته الأستاذ مأمون الصاغرجي، وسيصدر عن دار ابن كثير بدمشق، في نحو عشرين مجلَّدًا.
39. كنوز الأولياء ورموز الأصفياء، لمُحرَّم بن محمد القسطموني (بعد 1010هـ)، دار المكتبي بدمشق.
40. الكواكب الدرِّية في تراجم السادة الصوفية، وهو طبقات الصوفية الكبرى، لزين الدين محمد عبد الرؤوف المُناوي (ت 1031هـ)، ومعه الطبقات الصُّغرى المسمَّى "إرغام أولياء الشيطان بذكر مناقب أولياء الرحمن" للمؤلِّف، في ستة مجلَّدات، دار صادر ببيروت.
41. الكواكب المنيرة المجتمعة في تراجم المجتهدين الأئمَّة الأربعة، لإسماعيل بن محمد العَجلوني (ت 1162هـ)، بالاشتراك مع الأستاذ أحمد بن سهيل المشهور، دار الشيخ الأكبر محيي الدين ابن العربي بدمشق. وهو مشتمل على أربعة كتب هي: عِقْد اللآلئ والمَرجان في ترجمة الإمام أبي حنيفة النعمان، وتسهيل المَسالك بترجمة الإمام مالك، وتاج الملوك النفيس بترجمة الإمام الشافعي محمد بن إدريس، وعِقْد اللآلئ والزَّبَرجَد في ترجمة الإمام الجليل أحمد. حقَّق الأستاذ أديب ترجمتَي أبي حنيفة والشافعي، وحقَّق الأستاذ المشهور ترجمتَي مالك وأحمد.
42. اللُّمَع، لأبي نصر السرَّاج الطُّوسي (ت 378هـ)، دار الفتح بعمَّان.
43. المُختار في مناقب الأخيار، لمجد الدين ابن الأثير الجزَري (ت 606هـ)، بالاشتراك مع الأستاذين مأمون الصاغرجي وعدنان عبد ربه، في ستة مجلَّدات، دار ابن كثير بدمشق.
44. مختصر الدرَّة الفاخرة فيما انتفعتُ به في طريق الآخرة، لمحيي الدين ابن عربي (ت 638هـ)، دار الفتح بعمَّان.
45. مداواة النفوس وتهذيب الأخلاق والزهد في الرذائل، لابن حزم الظاهري (ت 456هـ)، دار البشائر بدمشق.
46. مقالات الأدباء ومناظرات النجباء، لعلي بن عبد الرحمن الغرناطي (كان حيًّا 762هـ)، دار البشائر بدمشق.
47. مكاشفة القلوب المقرِّب إلى علَّام الغيوب، المنسوب إلى أبي حامد الغزالي (ت 505هـ)، بالاشتراك مع الأستاذ عدنان عبد ربه، دار البشائر بدمشق.
48. مناقب الأبرار ومحاسن الأخيار، للحسين بن نصر ابن خميس (ت 552هـ)، في مجلَّدين، مركز زايد للتراث والتاريخ بأبو ظبي.
49. مناقب أبي حنيفة وتلاميذه أبي يوسف ومحمد رحمهم الله، لمُحرَّم بن محمد القسطموني (بعد 1010هـ)، دار المكتبي بدمشق.
50. المنبِّهات على الاستعداد ليوم المَعاد، لابن حجَر العسقلاني[ج] (ت 852هـ)، دار اقرأ بدمشق.
51. المَواقف والمُخاطبات، للنفَّرِي محمد بن عبد الجبَّار (ت 354هـ)، دار نينوى للدراسات والنشر بدمشق.
52. النجوم الزَّواهر في معرفة الأواخر، لشهاب الدين ابن اللبُّودي (ت 896هـ)، بالاشتراك مع الأستاذ مأمون الصاغرجي، مجمع اللغة العربية بدمشق.
53. نفحات الأُنس من حضَرات القُدس، للمُلَّا نور الدين الجامي (ت 898هـ)، دار الكتب العلمية ببيروت.
54. نهاية السُّول في خصائص الرسول محمد بن عبد الله صلَّى الله عليه وسلَّم، لمجد الدين ابن دِحية (ت 633هـ)، بالاشتراك مع الأستاذ مأمون الصاغرجي، دار البشائر بدمشق.
55. الوحيد في سلوك طريق أهل التوحيد، والتصديق والإيمان بأولياء الله تعالى في كل زمان، لجمال الدين القُوصِي المعروف بابن نُوح (ت 708هـ)، بالاشتراك مع الأستاذ أحمد بن سهيل المشهور، دار الشيخ الأكبر محيي الدين ابن العربي بدمشق. وهو آخر ما كان يعمل على تحقيقه، وقد قاربَ الانتهاء، وتوفي وقد سهر إلى الفجر عاكفًا عليه.[5][6]

## صفاته وشمائله
- وصفه صديقُه وشريكه في تحقيق غير قليل من كتب التراث الأستاذُ مأمون الصاغرجي بقوله: «كان أبو وائل رحمه الله لطيفَ المَعشَر، يأنَسُ به جليسُه، يَهابُه مَن لا يعرفه؛ بطوله الفارع، ونظَراته الثاقبة، وقسَماته الثابتة، فإذا ما اقتربتَ منه وجدتَّ بين عِطفَيه طفلًا وَديعًا، وأخًا رفيقًا، تُعجِبك طيبةُ قلبه، ورهافة حسِّه، وعذوبة منطِقه... كانت الصَّراحة منهجًا في حياته، يُحبُّ إتقان عملِه في التحقيق، فلا يُبالي بما يُقال عنه، ولا يُخفي عنك ما يَلقاهُ من مَشاقِّ التأمُّل في المخطوطات، ولا فيما يُخرجه من نصوص، سواءٌ في قراءة عبارة، أو رسم كلمة، أو في وزن بيتٍ من الشعر اعتاصَ عليه، المهمُّ عندَه سلامةُ النصِّ من كلِّ شائبة، مهما كلَّفه ذلك من بذل».[7]
- وقال عنه صديقُه الأستاذ المؤرِّخ إبراهيم الزيبق: «كان في صوته على خُشونته دِفءُ الصداقة الحميمة وعذوبتُها، كان أكثرَنا شبابًا وقوة، ونحن على أعتاب السبعين، وأصدقَنا ابتسامة، وبرغم ملامحه الصارمة كان له قلبٌ في وداعة طفل. لا تحلو مجالسُنا إلا بحضوره البهيِّ، ونِكاته التي تنسابُ من فمه كشلَّال عذب، تجعلنا أحيانًا نخرج عن وَقارنا، ونسترسل في الضَّحك، وهو هادئ لا يكاد يبتسم».[8]
- وأبدى الفجيعة بفقده زميلُ دراسته وعمله، وصديق شبابه وعمره، الأستاذ عدنان عبد ربه قائلًا: «أمضَيتُ في صُحبته خمسين عامًا؛ تشاركنا فيها كلَّ شيء: الدراسة الجامعية، الدَّورات التدريبية، المعسكرات المختلفة، خدمة العلم، ثم العمل في التحقيق في مكتبي في حيِّ الحَلْبُوني ثم مكتبي في مدينة حرستا بريف دمشق، وانتقلنا للعمل في المكتبة الظاهرية، ثم في مَجمَع اللغة العربية لأكثرَ من خمسة عشر عامًا. كانت حياةُ صديقي أبي وائل بذلًا وعطاءً وتضحيةً لكلِّ مَن حوله، لم يكن يدَّخر جهدًا ولا وُسعًا في تقديم العَون والخير لكلِّ من عرَفه، لم يبخَل بمالٍ ولا جُهدٍ ولا نصيحةٍ على من قصَدَه في حاجة، أو كان في ضائقةٍ شديدة، كان يُسارع في تقديم كلِّ ما يملك لدفع الضُّرِّ عن أصحابه، ويُواسيهم بنفسه وماله. لم يكن يَجْبَهُ أحدًا بإساءةٍ، أو يردُّ عليه بغِلظةٍ وجَفاء، ما رأيته الا مبتسمًا، ولا سمعت في مجلسه غيبةً أو نميمةً أو حسدًا لأحد، وإني لأشهد له - ولا أُزكِّيه على الله - أنه كان يحبُّ الله ورسوله، ويحبُّ الخير لكلِّ المسلمين. شغَل نفسَه بالعلم، وتفرَّغ لتحقيق كتب التراث، فأخرج عشَرات الكتب النافعة، ووَسِعَ مَن حوله بأخلاقه وجُوده وإحسانه وشهامته ومُروءته».[9]
- وقال الشيخ المحقق محمد نعيم العرقسوسي في تأبينه عقب الصلاة عليه: «الأستاذ أديب الجادر أخٌ لنا وحبيب إلى قلوبنا، وصديقنا وصاحبنا وجارنا، وعرفناه منذ مدَّة طويلة. عاش حياته كلَّها مع العلماء الكبار، مع علماء الإسلام في مؤلَّفاتهم ومصنَّفاتهم، وذِكر أخبارهم وحكاياتهم وقصصهم، وعاش حياةً نظيفة وجميلة بصحبة هؤلاء الكبار، كانت حياته كلُّها موفورةً على تحقيق هذه الكتب المفيدة النافعة، التي أسأل الله أن يجعلَها في ميزان حسناته».[10]
- وكتب عقب رحيله الباحثُ المحقق محمد وائل الحنبلي: «إن تفرُّغَ الأستاذ الجادر للبحث العلمي لم يكن ليَصرِفَه عن حضور صلاة الجماعة قدرَ استطاعته، ولم يكن عملُه في تحقيق التراث يُبعده عمَّا يجري في بلدِه خاصَّةً، وعن أحوالِ المسلمين عامَّةً، كان والله يعيش بألم وحُرقة لِما يَمرُّ على الأُمَّة من مِحَنٍ وبلاء، كان يُخفي تحت بسطة جسدِه وجُشَّةِ صَوتِه قلبًا رقيقًا، ورُوحًا لطيفة، كان يتمثَّل في ذلك حديثَ النبيِّ صلى الله عليه وسلم: "المُسلم أخو المُسلم"، لا يعرفُ تبلُّدَ المشاعر، ولا وَهْنَ الأحاسيس».[11]

## وفاته ودفنه
توفي بدمشق، فجرَ الثلاثاء 23 من ذي الحِجَّة 1444هـ، الموافق 11 يوليو 2023م، عن عمر ناهز 70 عامًا، وصُلِّيَ عليه بعد صلاة العصر في جامع الإيمان بحيِّ المزرعة، وصلَّى عليه الشيخُ محمد نعيم العِرقسُوسي وألقى كُليمةً في تأبينه، وهو من أصدقائه القُدامى وزملائه في الطلب على الشيخ شعيب الأرنؤوط، ودُفنَ في مقبرة الدَّحْداح.

## الملاحظات
1. ↑   في ضبط لقب الشاعر ستَّة أوجه ذكرها ابنُ خَلِّكان في "وَفَيات الأعيان" 5/ 382، وانظُر مقدِّمة الديوان ص5.
2. ↑  نبَّه الدكتور عبد الحكيم الأنيس في مدوَّنته أن هذا الكتاب ليس لشمس الدين السخاوي.
3. ↑  نبَّه الدكتور عبد الحكيم الأنيس في مدوَّنته أن هذا الكتاب ليس لابن حجَر.